# Domaine de Shinjō
Pour les articles homonymes, voir shinjō.

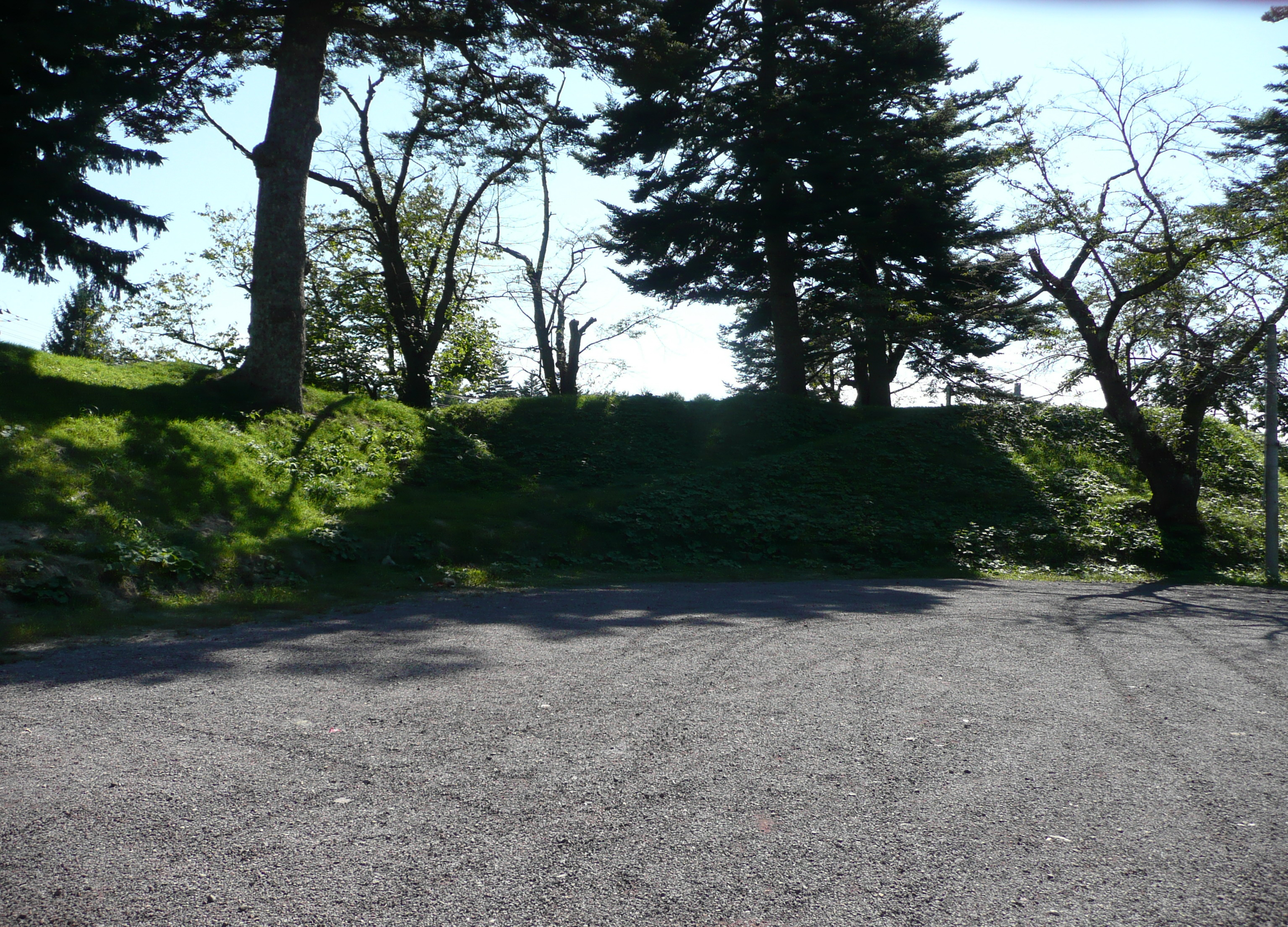
Murailles du château de Shinjō, centre administratif du domaine de Shinjō.

Le domaine de Shinjō (新庄藩, Shinjō-han) est un domaine féodal japonais situé dans la province de Dewa et dirigé par le clan Tozawa. Il était gouverné à partir du château de Shinjō (aujourd'hui dans la ville de Shinjō) et couvrait la totalité de l'actuel district de Mogami comptant 86 villages, et une partie du district de Kitamurayama comptant 16 villages (aujourd'hui dans la préfecture de Yamagata).

## Histoire
L'essentiel de la province de Dewa est contrôlé par le puissant clan Mogami pendant l'époque Sengoku. Les Mogami établissent une exploitation filiale centrée sur le château de Sakanobe dans ce qui est maintenant Mamurogawa sur la base des fondations d'une structure érigée par le clan Onodera au cours de l'époque Sengoku. Toutefois, les Mogami sont dépossédés par le shogunat Tokugawa en 1622 et la majorité de leurs avoirs passe au clan Satake qui est transféré à partir de la province de Hitachi vers leur nouvelle (et beaucoup plus petite) exploitations du domaine de Kubota.
Tozawa Moriyasu, un daimyo relativement mineur originaire de Kakunodate dans la province de Dewa, est au service de Toyotomi Hideyoshi à la bataille d'Odawara en 1590 ; cependant, il tombe malade et meurt peu après. Son fils, Tozawa Masamori, se range du côté de Tokugawa Ieyasu à la bataille de Sekigahara et se retrouve finalement promu au statut de daimyo aux revenus de 40 000 koku au domaine de Hitachi-Matsuoka situé dans la province de Hitachi. Lorsque les Mogami sont dépossédés de leurs avoirs, le shogunat Tokugawa les transfère de Hitachi au domaine de Shinjō nouvellement créé et augmente leurs revenus à 60 000 koku. Leurs descendants dirigent le domaine de Shinjō pendant onze générations jusqu'à la restauration de Meiji.
En 1625, en raison du développement de nouvelles terres de riz, les recettes officielles du domaine augmentent de 68 200 koku. Masamori meurt en 1650 et son fils Tozawa Masanobu est à la tête du han pendant les soixante années suivantes, garantissant au domaine une très longue période de stabilité et de prospérité. Ses revenus réels durant l'ère Genroku ont été estimés à 132 000 koku pour une population approchant les 60 000 habitants. Cependant, vers la fin de l'ère de Masanobu et sous son fils Tozawa Masatsune, le domaine souffre beaucoup d'une taxation laxiste, des politiques budgétaires et de pénuries répétées de cultures au cours des ères Hōei, Tenmei et Tenpyō. À partir du 5e daimyo, Tozawa Masanobu, jusqu'au 10e daimyo, Tozawa Masayoshi, le domaine tente de mettre en œuvre des politiques d'austérité budgétaire et d'introduire de nouvelles sources de revenus (telle que la sériciculture), mais avec peu d'effet pour éliminer le lourd fardeau de la dette sur les finances du domaine.
Durant la guerre de Boshin de la restauration de Meiji, le domaine de Shinjō est dans un premier temps en faveur de l'alliance Satchō mais devient plus tard membre de l'Ōuetsu Reppan Dōmei. Cependant, après que le domaine de Kubota change de camp et passe du côté du gouvernement de Meiji, le domaine de Shinjō le suit bientôt. Le domaine de Shōnai voisin, indigné par la trahison, envoie son armée pour envahir le domaine de Shinjō et après une bataille acharnée, détruit le château de Shinjō et beaucoup de la ville du château environnante. Tozawa Masazane, le 11e daimyo, s'échappe au château de Kubota où il reste en exil pendant soixante=dix jours jusqu'à ce que son domaine soit libéré par les forces fidèles au nouveau gouvernement de Meiji.
Le 2 juin 1869, le nouveau gouvernement récompense le domaine de Shinjō par une augmentation de ses revenus de 15 000 koku. Cependant, plus tard ce même mois, le gouvernement publie un décret abolissant le système des domaines. L'ancien domaine est absorbé dans la préfecture de Yamagata en juillet 1871.

## Liste des daimyos
- Clan Tozawa (fudai daimyo) 1622-1871

| #  | Nom                         | Règne     | Titre de cour           | Rang de cour            | Revenus              |
| -- | --------------------------- | --------- | ----------------------- | ----------------------- | -------------------- |
| 1  | Tozawa Masamori (戸沢政盛)  | 1622-1648 | Ukyo-no-suke (右京亮)   | 5e inférieur (従五位下) | 60 000 koku          |
| 2  | Tozawa Masanobu (戸沢正誠)  | 1650-1710 | Kozuke-no-suke (上総介) | 5e inférieur (従五位下) | 68 200 koku          |
| 3  | Tozawa Masatsune (戸沢正庸) | 1710-1737 | Kozuke-no-suke (上総介) | 5e inférieur (従五位下) | 68 200 koku          |
| 4  | Tozawa Masakatsu (戸沢正勝) | 1737-1745 | Kozuke-no-suke (上総介) | 5e inférieur (従五位下) | 68 200 koku          |
| 5  | Tozawa Masanobu (戸沢正諶)  | 1745-1765 | Kozuke-no-suke (上総介) | 5e inférieur (従五位下) | 68 200 koku          |
| 6  | Tozawa Masatada (戸沢正産)  | 1765-1780 | Kozuke-no-suke (上総介) | 5e inférieur (従五位下) | 68 200 koku          |
| 7  | Tozawa Masasuke (戸沢正良)  | 1780-1786 | Kazue-no-suke (主計頭)  | 5e inférieur (従五位下) | 20 000 koku          |
| 8  | Tozawa Masachika (戸沢正親) | 1786-1796 | Kozuke-no-suke (上総介) | 5e inférieur (従五位下) | 68 200 koku          |
| 9  | Tozawa Masatane (戸沢正胤)  | 1796-1840 | Ukyo-no-suke (右京亮)   | 5e inférieur (従五位下) | 68 200 koku          |
| 10 | Tozawa Masayoshi (戸沢正令) | 1840-1843 | Noto-no-kami (能登守)   | 5e inférieur (従五位下) | 68 200 koku          |
| 11 | Tozawa Masazane (戸沢正実)  | 1843-1871 | Kozuke-no-suke (上総介) | 4e (従四位下), vicomte  | 68 200 → 83 200 koku |